# Banca nazionale danese
La Nationalbanken è la banca centrale della Danimarca. Pur non essendo compresa nella zona Euro fa parte del sistema europeo delle banche centrali (SEBC). La valuta della banca è la Corona danese.

## Storia

### I precedenti
Nel 1736 fu fondata la prima banca danese per sostenere l'economia. Si chiamava Den Københavnske Assignations-, Veksel- og Lånebank ("Banca di assegni, cambio e prestito di Copenaghen"), comunemente detta Kurantbank. Ne seguì l'emissione delle cosiddette Kurant-Banknoten in risdalleri danesi ("Rigsdaler courant") in cambio di monete d'argento. La Kurantbank stampò più banconote di quante ne potesse "coprire" con le monete d'argento delle riserve. Il principale fine di questa emissione era di garantire prestiti non garantiti allo Stato danese. Quando l'impegno di convertire le banconote in argento non poté essere mantenuto, nel 1757, la convertibilità fu abolita. Contemporaneamente le cosiddette Kurant-Noten ebbero corso legale, sebbene circolassero come mera moneta cartacea.
La perdita di fiducia nella Kurantbank e nelle banconote da essa emesse portarono nel 1791 alla fondazione della Den dansk-norske Speciesbank ("Banca dano-norvegiana per la moneta metallica"). Essa ottenne il monopolio dell'emissione di cartamoneta per entrambi i regni della Danimarca-Norvegia. Un paio d'anni più tardi in Danimarca si ebbe un aumento dell'inflazione in conseguenza delle spese di guerra nelle guerre napoleoniche. La conseguente bancarotta dello Stato danese portò nel 1813 alla unione monetaria, che comprese forzatamente anche i ducati di Schleswig e Holstein, fino ad allora autonomi dal punto di vista monetario. Fu perciò istituita una nuova banca d'emissione, la Rigsbank ("Banca nazionale"). Il rapporto di cambio delle banconote nella vecchia valuta (Kurantrigsdaler) con quelle nella nuova moneta (Rigsbankdaler) fu di 6 a 1.

### La fondazione
La banca è stata fondata il 1º agosto 1818 dal re Federico VI con il nome di Nationalbanken i Kjøbenhavn ("Banca nazionale di Copenaghen"), in forma di banca privata. Il Re le conferì il monopolio della emissione delle corone per novant'anni. Il suo principale compito era quello di risanare il sistema monetario. Questo obiettivo fu raggiunto già nel 1830. Fra il 1840 e il 1870 crebbe l'importanza delle cassa di risparmio e delle banche private. Lo sviluppo dell'economia finanziaria si rivelò estremamente positivo soprattutto nel settore agricolo. La Banca nazionale poté così concentrarsi sul ruolo di banca centrale.
Nel 1907 il privilegio fu prorogato fino al 1938 e nel 1914 la banca divenne l'unica banca utilizzata dal governo danese. 

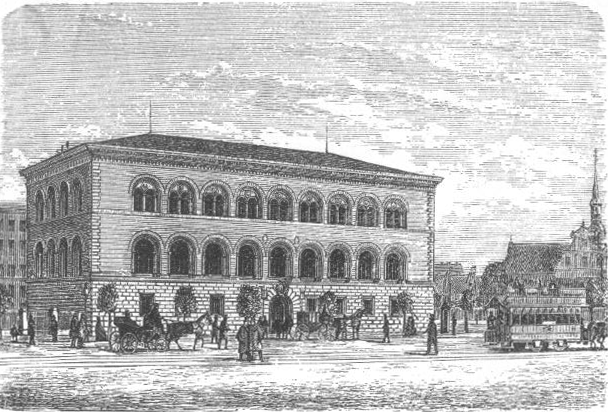
La vecchia sede nel 1899

### L'Unione monetaria scandinava 1873–1921
Nel 1873 la Danimarca e la Svezia firmarono il trattato per l'Unione monetaria scandinava, cui aderì anche la Norvegia nel 1877. Con l'unione monetaria entrarono in vigore il sistema decimale e la valuta comune. Ogni stato membro conservava la sua banca centrale (Riksbank in Svezia, Nationalbanken in Danimarca, Norges Bank in Norvegia). Per coordinarsi gli stati membri tenevano una riunione annuale relativa alla politica monetaria.
Con l'ingresso della Danimarca nell'Unione monetaria, il tallone argenteo introdotto nel 1845 fu abbandonato in favore del tallone aureo e fu stabilita una moneta comune (Krona in Svezia e Norvegia, Krone in Danimarca).
Accanto alle monete d'oro ognuno dei tre stati continuava a coniare i propri spiccioli in argento e bronzo. Le diverse denominazioni e pesi erano regolati nel trattato dell'Unione. Solo le monete d'oro e i vari spiccioli erano accettati come mezzi di pagamento all'interno dell'Unione monetaria. Le banconote erano disciplinate a parte: la Svezia accettava le banconote degli altri membri allo stesso valore nominale già al momento dell'entrata in vigore dell'Unione. Tuttavia, ciò venne formalmente sancito con un accordo fra Svezia e Norvegia nel 1894. Nel 1901 anche la Danimarca firmò un accordo analogo con la Svezia. Nel 1905 l'unione personale Svezia-Norvegia fu sciolta. Conseguentemente decaddero anche gli accordi per accettare i mezzi di pagamento al valore facciale.

### Le guerre mondiali (1914–1945)
Con lo scoppio della prima Guerra mondiale nel 1914 iniziò la disintegrazione dell'Unione monetaria scandinava. Infatti, le riserve auree diminuirono e le tre banche nazionali interruppero la convertibilità delle banconote. Fino ad allora vigeva il divieto di esportazione dell'oro. Questo divieto aveva garantito non solo la stabilità valutaria fra le tre nazioni con la forza del tallone aureo, ma anche l'efficacia della loro politica monetaria. Nel 1921 il gold standard fu abbandonato e le tre nazioni sciolsero di conseguenza l'Unione monetaria.
In Danimarca il tallone aureo fu ripristinato già nel 1924, ma l'inflazione e la Crisi rendevano difficile mantenere la parità fra valore facciale e oro. Perciò in quello stesso anno fu emanata una legge valutaria con l'obiettivo di ripristinare la parità aurea. Questa fu raggiunta nel 1926, ma al prezzo di una deflazione e di una disoccupazione superiore al 20%. Il gold standard non poteva durare a lungo. La Crisi del 1929 condusse prima ad una rifissazione del tallone aureo e poi al suo definitivo abbandono nel 1931.
La banca divenne completamente indipendente dal governo nel 1936. L'obiettivo della banca, oltre all'indipendenza ed alla credibilità delle istituzioni del Paese è quello di garantire la stabilità della corona.
Poco prima dell'invasione tedesca della Danimarca, nel 1940, reparti militari portarono le riserve auree della Banca nazionale a New York. Dove rimasero durante l'intero conflitto. Oggi una gran parte delle riserve si trovano presso la Banca d'Inghilterra a Londra.
Nel 1944 la Danimarca aderì al Fondo Monetario Internazionale e partecipò al sistema di Bretton Woods. Dopo la Guerra gli obiettivi primari furono la riduzione dell'inflazione e della quantità di denaro. nel 1945 le vecchie banconote furono sostituite con le nuove.

### Il Dopoguerra
Nel 1967 la Nationalbank cessò l'attività di prestito ai privati. In quel periodo si aggravò la tensione sui cambi secondo il sistema di Bretton Woods: nel 1971 gli Stati Uniti decisero di sganciare il dollaro dall'oro, e ciò determinò la fine del sistema di Bretton Woods nel 1973. Da quel momento la corona danese non aderì più a nessun sistema di cambi fissi. Con l'istituzione del Sistema monetario europeo nel 1979, in Danimarca entrarono in vigore gli AEC. L'introduzione dell'Euro nel 1999 portò all'adozione degli AEC II per i paesi dell'Unione Europea che non fossero ancora membri dell'Unione Monetaria. Nel 2000 gli elettori danesi mediante referendum respinsero con il 53,1% dei voti l'ingresso nell'Euro. La corona rimane agganciata all'euro in forza degli AEC II.

## Struttura
Il consiglio di amministrazione ha la piena responsabilità della politica monetaria, ed è composto da tre membri: il presidente del consiglio di amministrazione, designato per nomina reale, e altri due governatori nominati dal Consiglio di amministrazione. Nils Bernstein è diventato presidente nel 2005. La ripartizione delle competenze è stabilita in accordo col Ministero delle finanze.